# Bruszczewo
Bruszczewo – wieś w Polsce położona w województwie wielkopolskim, w powiecie kościańskim, w gminie Śmigiel.

## Historia
Miejscowość pierwotnie związana była z Wielkopolską. Ma metrykę średniowieczną i istnieje co najmniej od końca XIV wieku. Wymieniona pierwszy raz w dokumencie z 1393 jako Brasczewo, 1393 Broczewo, 1395 Broczewo, 1396 Bzrczeewicz, 1401 Brosczewicze, 1422 Brosczewo, 1445 Broschewo, 1467 Brusczewo, 1470 Brzosczewo.

### Grodzisko - stanowisko archeologiczne
Okolice miejscowości zasiedlone były jednak wcześniej niż zachowane archiwalne zapisy. Archeolodzy odnaleźli w pobliżu grodzisko wklęsłe datowane na ok. VII – połowa X wieku, a także osadę przygrodową ok. V-XI w. W Bruszczewie znajduje się stanowisko archeologiczne, które zostało odkryte w 1943 roku.
Według badań archeologicznych, w epoce funkcjonowania kultury unietyckiej w okolicy Bruszczewa znajdował się gród tamtejszej ludności, będący ośrodkiem władzy. Badania wykazały, że w miejscu tym znajdował się także wielki ośrodek wytwarzania brązu, prawdopodobnie największy na terenach położonych na północ od Alp, w pozostałościach grodu odkryto bowiem dużo zmagazynowanych gotowych wyrobów. Warowna osada prawdopodobnie była grodem hutników, którzy z racji magicznego postrzegania ich profesji - wg autorów tezy - władali również przyległymi terenami.
Gród ten funkcjonował także na przełomie IX/X lub w początkach X wieku. Chronologię obiektu doprecyzowały badania dendrochronologiczne drewna. Upadek grodu nastąpił około połowy X wieku najprawdopodobniej w wyniku najazdu. Świadczą o nim ślady pożaru, które obserwowalne są zarówno w mieszkalnej oraz wewnętrznej partii obiektu i porzucony w popłochu dobytek mieszkańców.
Pierwsze wykopaliska przeprowadzili w latach 1964–1968 pracownicy Muzeum Archeologicznego w Poznaniu pod kierownictwem Zbigniewa Pieczyńskiego. W 1995 roku powrócili na stanowisko archeolodzy z Instytutu Prahistorii Uniwersytetu im. A. Mickiewicza w Poznaniu. W 1999 roku projekt badawczy nabrał charakteru międzynarodowego i stał się projektem polsko-niemieckim. Partnerem naukowym Uniwersytetu im. A. Mickiewicza jest Uniwersytet Christiana-Albrechta w Kilonii. Projektem badawczym kierują dwie osoby: prof. dr hab. Johannes Müller z Kilonii i prof. UAM dr hab. Janusz Czebreszuk z UAM. Ma on charakter interdyscyplinarny i skupia ponad 20 specjalistów z Polski, Niemiec, Austrii i Danii.

### Średniowiecze
Początkowo wieś należała do opola breneńskiego z siedzibą w Brennie, które było reliktem przedpaństwowej wspólnoty rodowo-terytorialnej, a w późniejszym okresie stało się administracyjnym podokręgiem kasztelanii. Wieś stanowiła własność szlachecką. W 1445 leżała w powiecie kościańskim Korony Królestwa Polskiego. W 1510 należała do parafii Śmigiel.
W 1393 Henryk Falkenhan z Bruszczewa pozwany został przez Wawrzyńca Łódzkiego z Będlewa o 100 grzywien. Kolejny pozew z połowy młyna zwanego Broczewskim wniósł do sądu Andrzej Gryżyński o 14 grzywien oraz o 8 grzywien. W 1395 odnotowano kolejny loklany spór sądowy pomiędzy Tomisławem z Bruszczewa oraz Janem i Bodzętą. W 1401 Bruszczewo leżało w opolu breneńskim i miało wyrokiem sądu zapłacić karę 8 skudów sądowi oraz 8 skudów Synosze Wilkowskiej z powodu absencji na zebraniu opolnym w Wilkowie Polskim (łac. „circa opole circa Wilkowo”). W 1422 sąd zachował Małgorzatę, żonę stolnika poznańskiego Przybysława z Brenna, przy jej oprawie wdowiej, którą miała m.in. w Bruszczewie. W 1424 Przybysław z Brenna posiadał m.in. Kawczyn, Bruszczewo oraz Bojanice. W 1444 nastąpił podział majątku Przybysława z Brenna pomiędzy jego bratanków w wyniku czego Jan Jaszkowski otrzymał po stryju m.in. Bruszczewo. W 1470 następuje podział majętności Bnińskich pomiędzy Andrzeja, Jana, Mikołaja i Stanisława synów zmarłego kasztelana międzyrzeckiego Wojciecha z Bnina i Śmigla, w wyniku czego dobra Śmigiel, w tym m.in. Bruszczewo otrzymuje Jan Bniński kasztelan międzyrzecki, który zapisał żonie Elżbiecie po 400 grzywien posagu oraz wiana na 1/3 miasta Śmigiel, połowie Koszanowa oraz na Bruszczewie. W 1483 Mikołaj Śmigielski zapisał żonie Róży z Wrześni po 200 grzywien posagu oraz wiana na połowie części dóbr śmigielskich, które mu przypadną w dziale z braćmi, w tym m.in. w Bruszczewie. W 1489 kasztelan przemęcki Jan Śmigielski sprzedał Bruszczewo Sędziwojowi Trzebawskiemu z prawem odkupu za 100 grzywien. W 1496 Maciej Trzebawski syn Sędziwoja dał Krzysztofowi Olbrachcickiemu wieś Bruszczewo z prawem odkupu za 145 grzywien jako posag swej siostry Zofii.
W 1510 w miejscowości odnotowano 3 i 1/4 łana osiadłego, 9 kwart roli wójtostwa, połowę łana opuszczonego oraz dwa młyny. W 1530 we wsi miał miejsce pobór podatków z 3 łanów. W 1563 pobrano podatki od 3,5 łana oraz od młyna korzecznego dziedzicznego o jednym kole wodnym. W 1566 pobór miał miejsce od 3 i 3/4 łana, jednego zagrodnika, młyna dziedzicznego o jednym kole walnym. W 1581 pobrano podatki z 2 łanów, od 2 zagrodników, jednego kolonisty (łac.,,aratrum coloni”), młyna walnego o jednym kole.

### Okres zaborów Polski
W wyniku II rozbioru Rzeczypospolitej w 1793, miejscowość przeszła w posiadanie Prus i jak cała Wielkopolska znalazła się w zaborze pruskim. W okresie Wielkiego Księstwa Poznańskiego (1815-1848) miejscowość wzmiankowana jako Bruszczewo należała do wsi mniejszych w ówczesnym pruskim powiecie Kosten rejencji poznańskiej. Bruszczewo należało do okręgu śmigielskiego tego powiatu i stanowiło część majątku Koszanowo (niem. Kuschen), który należał wówczas do księżnej Joanny Katarzyny Acerenza Pignatelli. Według spisu urzędowego z 1837 roku Bruszczewo liczyło 68 mieszkańców, którzy zamieszkiwali 7 dymów (domostw).
W latach 1975–1998 miejscowość administracyjnie należała do województwa leszczyńskiego.